# دیوید واتسن

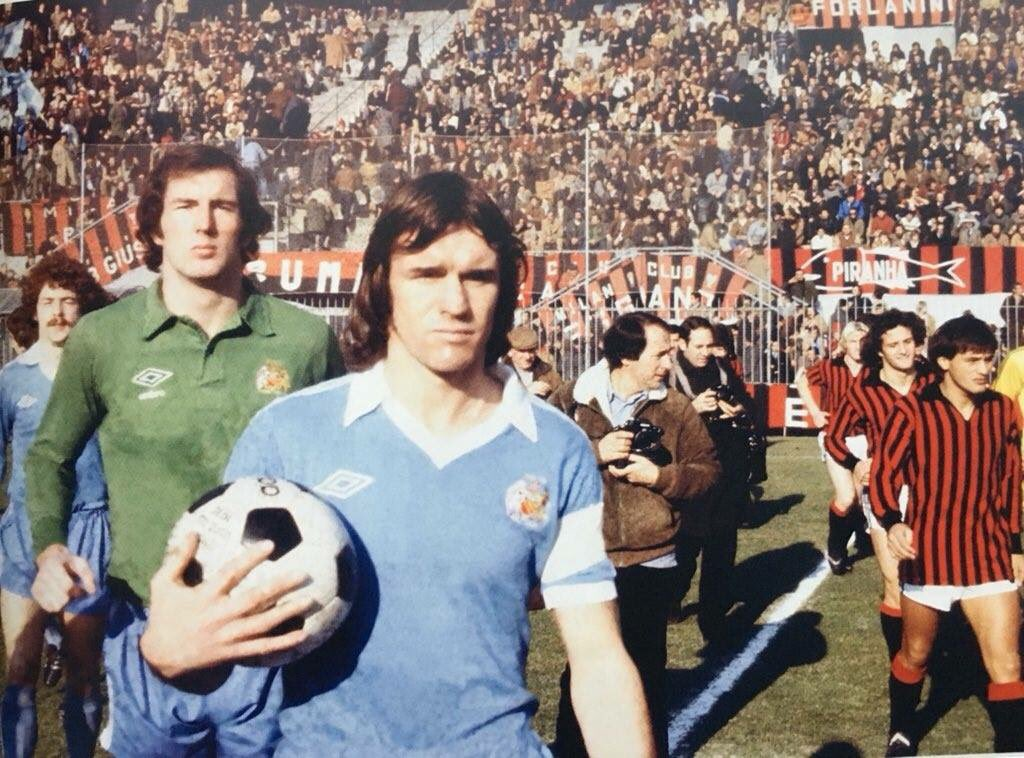
دیوید واتسن

دیوید واتسن (به انگلیسی: David Watson) زادهٔ ۵ اکتبر ۱۹۴۶ بازیکن فوتبال اهل انگلستان بود که سابقهٔ بازی در تیم ملی فوتبال انگلستان را در کارنامهٔ خود دارد. وی در تاریخ ۳ آوریل ۱۹۷۴ نخستین بازی ملی خود را در مقابل تیم ملی فوتبال پرتغال انجام داد و با حضور در ۶۵ بازی ملی، در تاریخ ۲ ژوئن ۱۹۸۲ واپسین بازی ملی‌اش را در برابر تیم ملی فوتبال ایسلند برگزار کرد.
این بازیکن توانسته در بازی‌های ملی، ۴ گل به ثمر برساند.